# Démuin
Démuin é uma comuna francesa na região administrativa de Altos da França, no departamento de Somme. Estende-se por uma área de 11,23 km². Em 2010 a comuna tinha 519 habitantes (densidade: 46,2 hab./km²).